# Jacques Lemaire
Jacques Gerard Lemaire (LaSalle, 7 settembre 1945) è un allenatore di hockey su ghiaccio ed ex hockeista su ghiaccio canadese.

## Carriera

### Giocatore
Da giocatore ha indossato la maglia dei Montréal Canadiens per tutta la sua carriera, vincendo la Stanley Cup 8 volte in 12 stagioni.

### Allenatore
Dopo il ritiro ha allenato i Canadiens dal 1983 al 1985. Nel 1993 ha ricominciato la sua carriera come allenatore quando ha firmato con i New Jersey Devils con i quali ha vinto la Stanley Cup di nuovo nel 1995. Nel 1998 è stato licenziato dai Devils.
Dal 2000 è diventato l'allenatore dei Minnesota Wild.
Al termine della stagione 2008/09 lascia i Minnesota Wild e torna ad allenare i New Jersey Devils.
Nell'ottobre 2009 viene nominato vice-allenatore della nazionale canadese per i giochi olimpici di Vancouver, con la quale conquista l'oro. Il 10 aprile 2011, dopo non essere riuscito a portare i Devils ai playoff, annuncia il suo ritiro.